# Borgå lantdag

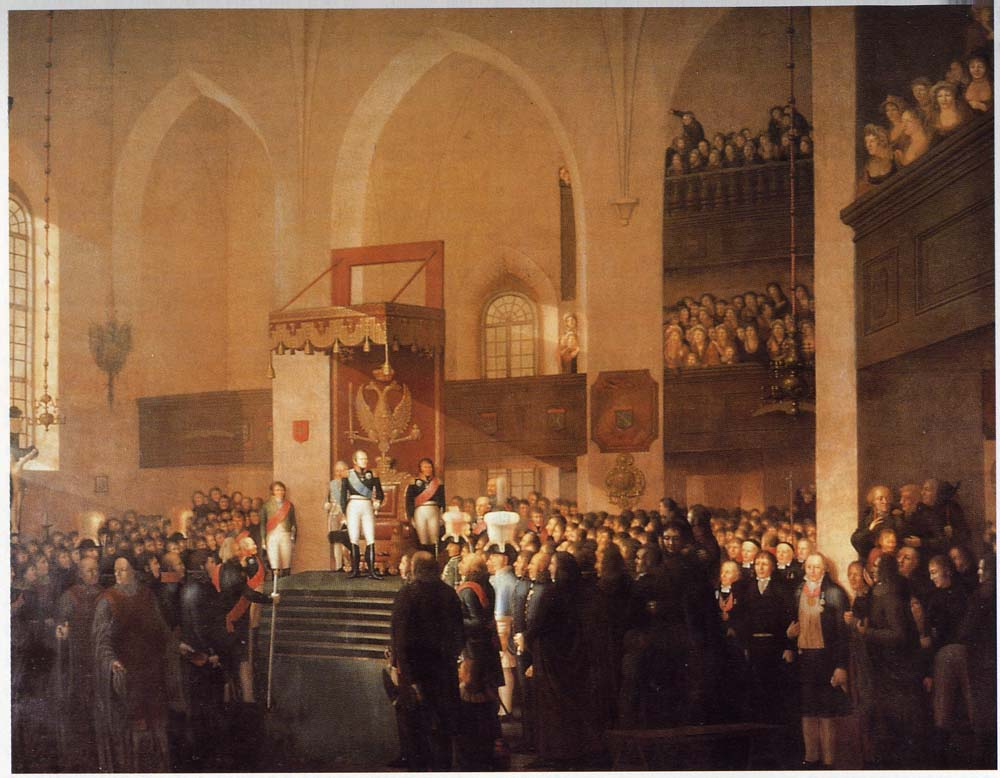
Alexander I öppnar Borgå lantdag. Utförd av Emanuel Thelning.

Borgå lantdag sammankallades av kejsar Alexander I av Ryssland medan 1808–1809 års krig ännu pågick. De enligt svensk riksdagsordning i Borgå samlade finska ständerna svor kejsaren trohet och denne avgav sin regentsförsäkran den 29 mars 1809. Kejsaren bibehöll landets lagar, religion och språk från den svenska tiden. Finland blev inte en del av Ryssland, utan ett autonomt storfurstendöme under ryska kejsaren "upphöjd för framtiden bland nationernas antal, under sina lagars skydd", såsom kejsaren uttryckte det i sitt avslutningstal. Samma regentförsäkran om att styra Finland i enlighet med landets egna lagar upprepades av samtliga Alexanders efterföljare.